# Bactrocera guangxiana
Bactrocera guangxiana är en tvåvingeart som först beskrevs av Chao och Lin 1993.  Bactrocera guangxiana ingår i släktet Bactrocera och familjen borrflugor. Inga underarter finns listade.